# Magnus Mills
Magnus Mills (Birmingham, 1954) è uno scrittore britannico.

## Biografia
Nato a Birmingham nel 1954, vive e lavora a Londra.
Prima d'intraprendere la carriera di scrittore ha svolto numerosi mestieri quali l'autista d'autobus, il postino e il giardiniere.
Ha esordito nella narrativa nel 1998 con il romanzo Bestie ottenendo un immediato successo culminato con la vittoria del McKitterick Prize l'anno seguente.
In seguito ha pubblicato 3 raccolte di racconti e altri 8 romanzi (finalisti a prestigiosi premi quali il Booker Prize e il Goldsmiths) continuando a lavorare, nonostante il successo, come autista.

## Opere principali

### Romanzi
- Bestie (The Restraint of Beasts, 1998), Parma, Guanda, 1999 traduzione di Massimo Bocchiola ISBN 88-8246-154-8.
- Niente di nuovo sull'Orient Express (All Quiet on the Orient Express, 1999), Parma, Guanda, 2001 traduzione di Massimo Bocchiola ISBN 88-8246-215-3.
- I tre che videro il re (Three to See the King, 2001), Parma, Guanda, 2003 traduzione di Massimo Bocchiola ISBN 88-8246-376-1.
- The Scheme for Full Employment (2003)
- Explorers of the New Century (2005)
- The Maintenance of Headway (2009)
- A Cruel Bird Came to the Nest and Looked In (2011)
- The Field of the Cloth of Gold (2015)
- The Forensic Records Society (2017)

### Racconti
- Only When the Sun Shines Brightly (1999)
- Once in a Blue Moon (2003)
- Screwtop Thompson (2010)

## Riconoscimenti
- McKitterick Prize: 1999 per Bestie